# Rocketdyne S-3D
Le Rocketdyne S-3D est un moteur-fusée à ergols liquides produit par Rocketdyne entre 1956 et 1961 pour propulser les missiles PGM-19 Jupiter et PGM-17 Thor, ainsi que le lanceur Juno II. Il brûle du kérozène et de l'oxygène liquide dans un cycle générateur de gaz. Il a servi de base pour concevoir le moteur H-1, utilisé sur les Saturn I et IB, et le moteur britannique Rolls-Royce RZ.2, utilisé sur le Blue Streak puis sur Europa.